# Pterocypridina
Pterocypridina is een geslacht van kreeftachtigen uit de klasse van de Ostracoda (mosselkreeftjes).

## Soorten
- Pterocypridina alata Poulsen, 1962
- Pterocypridina appendix Kornicker in Kornicker & Poore, 1996
- Pterocypridina birostrata Poulsen, 1962
- Pterocypridina colesi Kornicker & Harrison-Nelson, 2010
- Pterocypridina dedeckkeri Kornicker, 1983
- Pterocypridina excreta Poulsen, 1962
- Pterocypridina nex Kornicker in Kornicker & Thomassin, 1998
- Pterocypridina pax Kornicker in Kornicker & Poore, 1996
- Pterocypridina sex Kornicker, 1983
- Pterocypridina tressleri Kornicker in Kornicker & Poore, 1996